# طویل (یمن)
 طویل  به عربی ( الطَویل )، روستایی است در دهستان الطلح از توابع استان صَعده در کشور یمن در شبه جزیره عربستان.

## جمعیت
جمعیت آن (۶۰ ) نفر (۵ خانوار) می‌باشد.